# Slavkovce
Slavkovce (Hongaars: Szalók) is een Slowaakse gemeente in de regio Košice, en maakt deel uit van het district Michalovce.
Slavkovce telt 620 inwoners.